# Sparta Prague Open
A Sparta Prague Open (szponzorált elnevezése: J&T Banka Prague Open) egy évente megrendezett női tenisztorna Csehország fővárosában, Prágában.
Az első versenyt az ITF Circuit sorozat keretében 2010-ben tartották meg. Díjazása eleinte 50 000 amerikai dollár volt, amit később 100 000 dollárra emeltek. 2015-től bekerült a WTA International tornák versenynaptárába, 2021-től WTA 250 kategóriájú. Díjazása 250 000 dollár.
A mérkőzésekre szabadtéren, a TK Sparta Praha salakos borítású pályáin kerül sor. A versenyen egyéniben 32 játékos, párosban 16 csapat indulhat. Az első verseny győztese 2015-ben a cseh Karolína Plíšková volt, 2022-es győzelmével a címvédő a cseh Marie Bouzková.
2020-ban a US Open elmaradt selejtezői és kisebb létszámú páros mezőnye miatt az Amerikai Teniszszövetség (USTA) a megmaradt pénzalapból támogatva szervezett soron kívüli tornát a WTA 125K versenysorozat keretében 3 075 000 dolláros pénzalappal. Ezzel 2020-ban Prágában két nemzetközi tornára is sor került.

## Döntők

### Egyéni
| Year | Bajnok             | Döntős                | Eredmény         |
| ---- | ------------------ | --------------------- | ---------------- |
| 2025 | Marie Bouzková     | Linda Nosková         | 2–6, 6–1, 6–3    |
| 2024 | Magda Linette      | Magdalena Fręch       | 6–2, 6–1         |
| 2023 | Hibino Nao         | Linda Nosková         | 6–4, 6–1         |
| 2022 | Marie Bouzková     | Anasztaszija Potapova | 6–0, 6–3         |
| 2021 | Barbora Krejčíková | Tereza Martincová     | 6–2, 6–0         |
| 2020 | Simona Halep       | Elise Mertens         | 6–2, 7–5         |
| 2019 | Jil Teichmann      | Karolína Muchová      | 7–6(5), 3–6, 6–4 |
| 2018 | Petra Kvitová      | Mihaela Buzărnescu    | 4–6, 6–2, 6–3    |
| 2017 | Mona Barthel       | Kristýna Plíšková     | 2–6, 7–5, 6–2    |
| 2016 | Lucie Šafářová     | Samantha Stosur       | 3–6, 6–1, 6–4    |
| 2015 | Karolína Plíšková  | Lucie Hradecká        | 4–6, 7–5, 6–3    |

### Páros
| Year | Bajnok                                 | Döntős                                  | Eredmény            |
| ---- | -------------------------------------- | --------------------------------------- | ------------------- |
| 2025 | Nagyija Kicsenok Ninomija Makoto       | Lucie Havlíčková Laura Samson           | 1–6, 6–4, [10–7]    |
| 2024 | Barbora Krejčíková Kateřina Siniaková  | Bethanie Mattek-Sands Lucie Šafářová    | 6–3, 6–3            |
| 2023 | Hibino Nao Okszana Kalasnikova         | Quinn Gleason Elixane Lechemia          | 6–7(9), 7–5, [10–3] |
| 2022 | Anasztaszija Potapova Jana Szizikova   | Angelina Gabujeva Anasztaszija Zaharova | 6–3, 6–4            |
| 2021 | Marie Bouzková Lucie Hradecká          | Viktória Kužmová Nina Stojanović        | 7–6(3), 6–4         |
| 2020 | Lucie Hradecká Kristýna Plíšková       | Monica Niculescu Raluca Olaru           | 6–2, 6–2            |
| 2019 | Anna Kalinszkaja Viktória Kužmová      | Nicole Melichar Květa Peschke           | 4–6, 7–5, [10–7]    |
| 2018 | Nicole Melichar Květa Peschke          | Mihaela Buzărnescu Lidzija Marozava     | 6–4, 6–2            |
| 2017 | Anna-Lena Grönefeld Květa Peschke      | Lucie Hradecká Kateřina Siniaková       | 6–4, 7–6(3)         |
| 2016 | Margarita Gaszparjan Andrea Hlaváčková | María Irigoyen Paula Kania              | 6–4, 6–2            |
| 2015 | Belinda Bencic Kateřina Siniaková      | Katerina Bondarenko Eva Hrdinová        | 6–2, 6–2            |